# Lygodium alticola
Lygodium alticola là một loài dương xỉ trong họ Lygodiaceae. Loài này được Ching mô tả khoa học đầu tiên năm 1982.
Danh pháp khoa học của loài này chưa được làm sáng tỏ. 